# Liste der Biografien/Wale
Liste der Biografien |
Portal Biografien |
Personensuche
# |
A |
B |
C |
D |
E |
F |
G |
H |
I |
J |
K |
L |
M |
N |
O |
P |
Q |
R |
S |
T |
U |
V |
W |
X |
Y |
Z |
?
 
Wa |
Wc |
Wd |
We |
Wh |
Wi |
Wj |
Wl |
Wn |
Wo |
Wr |
Ws |
Wt |
Wu |
Ww |
Wy |
Wz
 
Waa |
Wab |
Wac |
Wad |
Wae |
Waf |
Wag |
Wah |
Wai |
Waj |
Wak |
Wal |
Wam |
Wan |
Wao |
Wap |
Waq |
War |
Was |
Wat |
Wau |
Wav |
Waw |
Wax |
Way |
Waz
 
Wala |
Walb |
Walc |
Wald |
Wale |
Walf |
Walg |
Walh |
Wali |
Walj |
Walk |
Wall |
Walm |
Waln |
Walo |
Walp |
Walq |
Walr |
Wals |
Walt |
Walu |
Walw |
Waly |
Walz
Die Liste der Biografien führt alle Personen auf, die in der deutschsprachigen Wikipedia einen Artikel haben. Dieses ist eine Teilliste mit 75 Einträgen von Personen, deren Namen mit den Buchstaben „Wale“ beginnt.

## Wale
- Wale (* 1984), US-amerikanischer Rapper
- Wale, Getnet (* 2000), äthiopischer Leichtathlet
- Wale, Jonathan (* 1991), schottischer Radsportler
- Wale, Matthew (* 1968), salomonischer Politiker
- Wale, Thomas (1303–1352), englischer Ritter

### Walec
- Walecka, John Dirk (* 1932), US-amerikanischer theoretischer Kernphysiker
- Waleczek, Wojciech (* 1980), polnischer Pianist

### Walee
- Waleed, Kholoud (* 1984), syrische Journalistin und Dissidentin

### Walef
- Waleff, René (1874–1961), französischer Ruderer

### Waleg
- Wałęga, Kamil (* 2000), polnischer Eishockeyspieler
- Wałęga, Leon (1859–1933), polnischer Geistlicher, römisch-katholischer Bischof von Tarnów

### Walej
- Walejewa, Silja Rachimjanowna (* 1952), russische Politikerin, Ministerin der Republik Tatarstan

### Walek
- Walek, Gabriele (* 1970), deutsche Fußballspielerin
- Walek, Tom (* 1971), österreichischer Radio- und FernsehreporterTom Walek (* 1971)

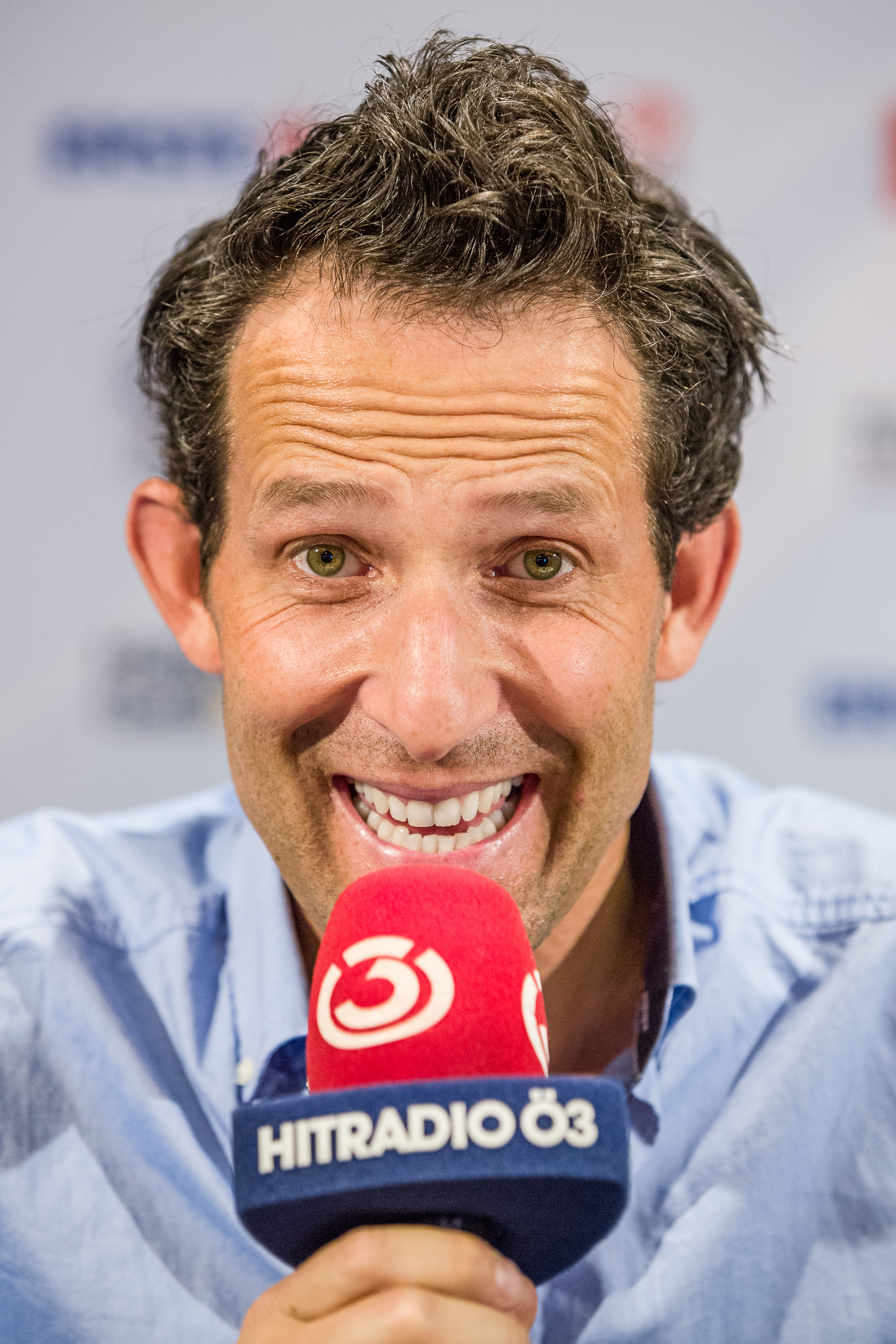
Tom Walek (* 1971)

### Walel
- Walelegn, Amedework (* 1999), äthiopischer Langstreckenläufer

### Walem
- Walem, Johan (* 1972), belgischer Fußballspieler und -trainer
- Wålemark, Patrik (* 2001), schwedischer Fußballspieler

### Walen
- Walenburch, Adrian van (1609–1669), römisch-katholischer Geistlicher, Weihbischof in Köln
- Walenburch, Peter van (1610–1675), Mainzer und Kölner Weihbischof, Kontroverstheologe
- Walenciak, Dominik (* 1990), deutscher Komponist, Songwriter und Musikproduzent
- Walenciak, Gustav (* 1939), deutscher Fußballspieler
- Walendy, Oda (* 1942), deutsche Designerin und Seidenmalerin
- Walendy, Paula (1902–1991), deutsche Kinderbuchautorin
- Walendy, Thomas Oliver (* 1963), deutscher Drehbuchautor
- Walendy, Udo (1927–2022), deutscher Publizist und Holocaustleugner
- Walendzik, Elena (* 1984), deutsche Boxerin
- Walenn, Gerald (1871–1942), britischer Violinist und Komponist
- Walenn, Herbert (1870–1953), britischer Cellist und Musikpädagoge
- Walensky, Rochelle (* 1969), US-amerikanische Ärztin und WissenschaftlerinRochelle Walensky (* 1969)

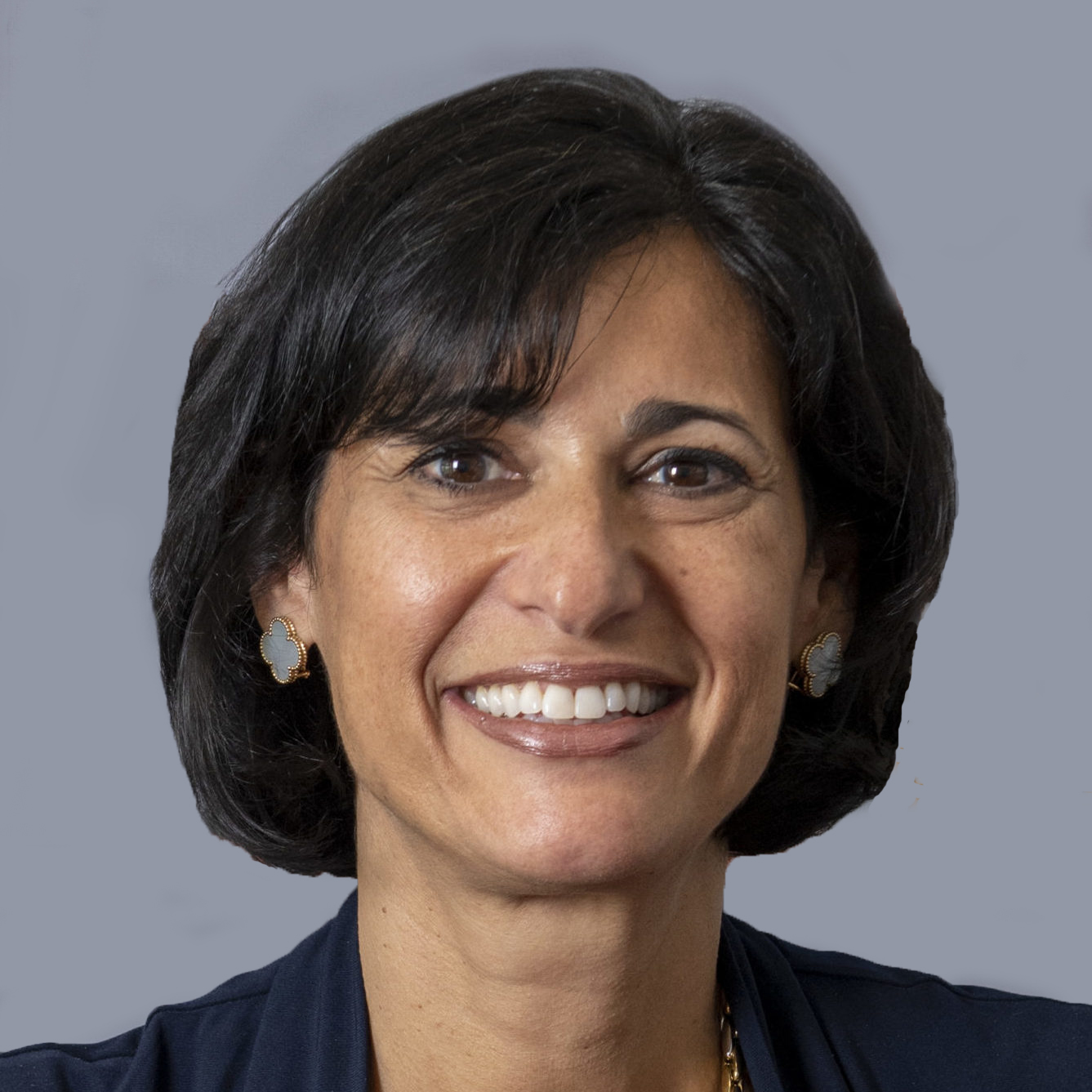
Rochelle Walensky (* 1969)

- Walenta, Albert H. (* 1943), deutscher Physiker
- Walenta, Astrid (* 1964), österreichische Kinderbuchautorin, Theatermacherin und Musikerin
- Walenta, Hermann (1923–2018), österreichischer Bildhauer, Graphiker und Maler
- Walenta, Johannes (* 1991), deutscher Synchronsprecher
- Walenta, Kurt (1927–2021), deutscher Mineraloge
- Walenta, Otto (* 1954), deutscher Publizist
- Walenta, Richard (1912–1967), tschechoslowakisch-deutscher Bauarbeiter und Funktionshäftling in mehreren Konzentrationslagern
- Walentenko, Pawel Alexandrowitsch (* 1987), russischer Eishockeyspieler
- Walentinow, Nikolai (1879–1964), russischer Ökonom
- Walentowski, Helge (* 1964), deutscher Forstwissenschaftler und Hochschullehrer
- Walentynowicz, Anna (1929–2010), polnische ArbeiterinAnna Walentynowicz (1929–2010)

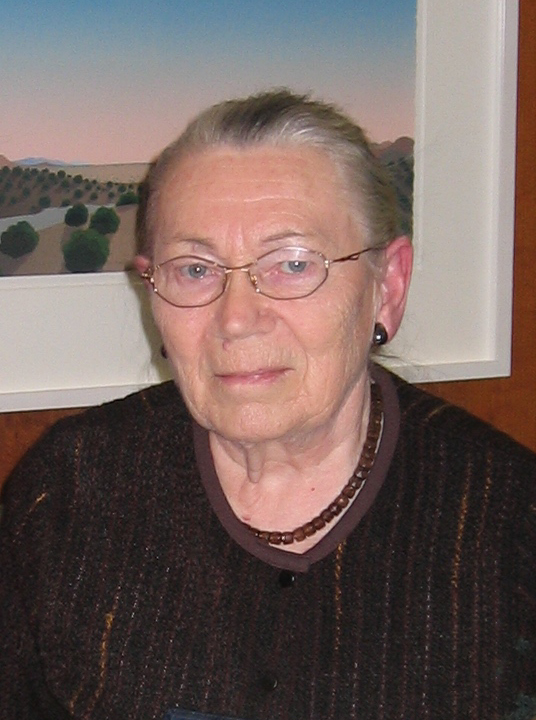
Anna Walentynowicz (1929–2010)

- Walentynowicz, Marian (1896–1967), polnischer Karikaturist und Architekt

### Waler
- Waleran († 1184), anglonormannischer Geistlicher, Bischof von Rochester
- Walerian, Mat, polnischer Jazz- und Improvisationsmusiker
- Walerowicz, Monika (* 1971), polnische Opern-, Oratorien-, Lied- und Konzertsängerin (Mezzosopran)
- Walerstein, Gregorio (1913–2002), mexikanischer Filmproduzent und Drehbuchautor
- Walerstein, Marcela (* 1971), venezolanische Schauspielerin
- Walerud, Jane (* 1961), schwedische Unternehmerin und Privatinvestorin
- Walerych, Piotr (* 1958), polnischer Politiker, Mitglied des Sejm

### Wales
- Wales, Bobby (* 2005), schottischer Fußballspieler
- Wales, Brooke (* 1990), US-amerikanische Skirennläuferin
- Wales, Caleb (* 1988), Fußballschiedsrichterassistent aus Trinidad und Tobago
- Wales, Geoffrey (1912–1990), britischer Holzschneider, Grafiker und Kunstpädagoge
- Wales, George Edward (1792–1860), US-amerikanischer Politiker
- Wales, Horace Geoffrey Quaritch (1900–1981), englischer Orientalist
- Wales, Howard (1943–2020), US-amerikanischer Keyboarder
- Wales, Jimmy (* 1966), US-amerikanischer Geschäftsmann, Wikimedia-VorsitzenderJimmy Wales (* 1966)

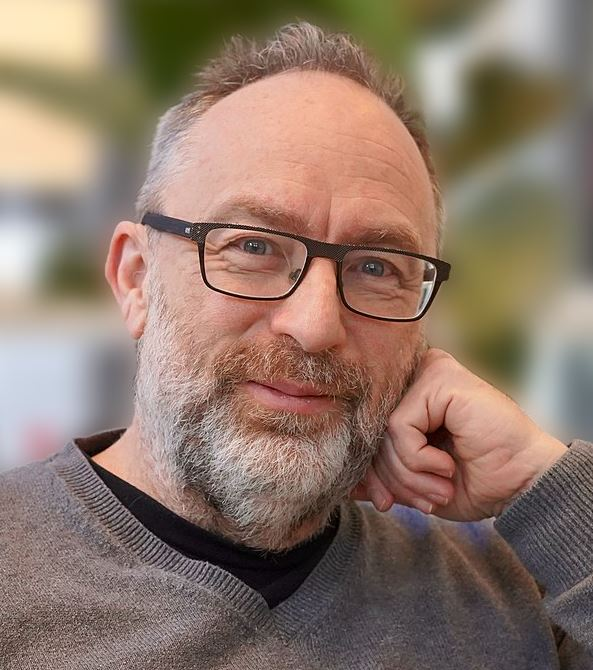
Jimmy Wales (* 1966)

- Wales, John (1783–1863), US-amerikanischer Politiker (Whig Party)
- Wales, Joseph H. (1907–2002), US-amerikanischer Ichthyologe
- Wales, Lissa (1957–2005), US-amerikanische Fotografin
- Wales, Mona (* 1985), US-amerikanische Pornodarstellerin
- Wales, Muriel Kennett (1913–2009), kanadische Mathematikerin
- Wales, Ross (* 1947), US-amerikanischer Schwimmer und Schwimmfunktionär
- Wales, William (1734–1798), britischer Astronom
- Wałęsa, Danuta (* 1949), polnische First Lady, Ehefrau von Lech Wałęsa
- Wałęsa, Jarosław (* 1976), polnischer Politiker, Mitglied des Sejm, MdEP
- Wałęsa, Lech (* 1943), polnischer Gewerkschafter, Führer der Gewerkschaft Solidarność und Staatspräsident PolensLech Wałęsa (* 1943)
- Waleska, Peggy (* 1980), deutsche Ruderin

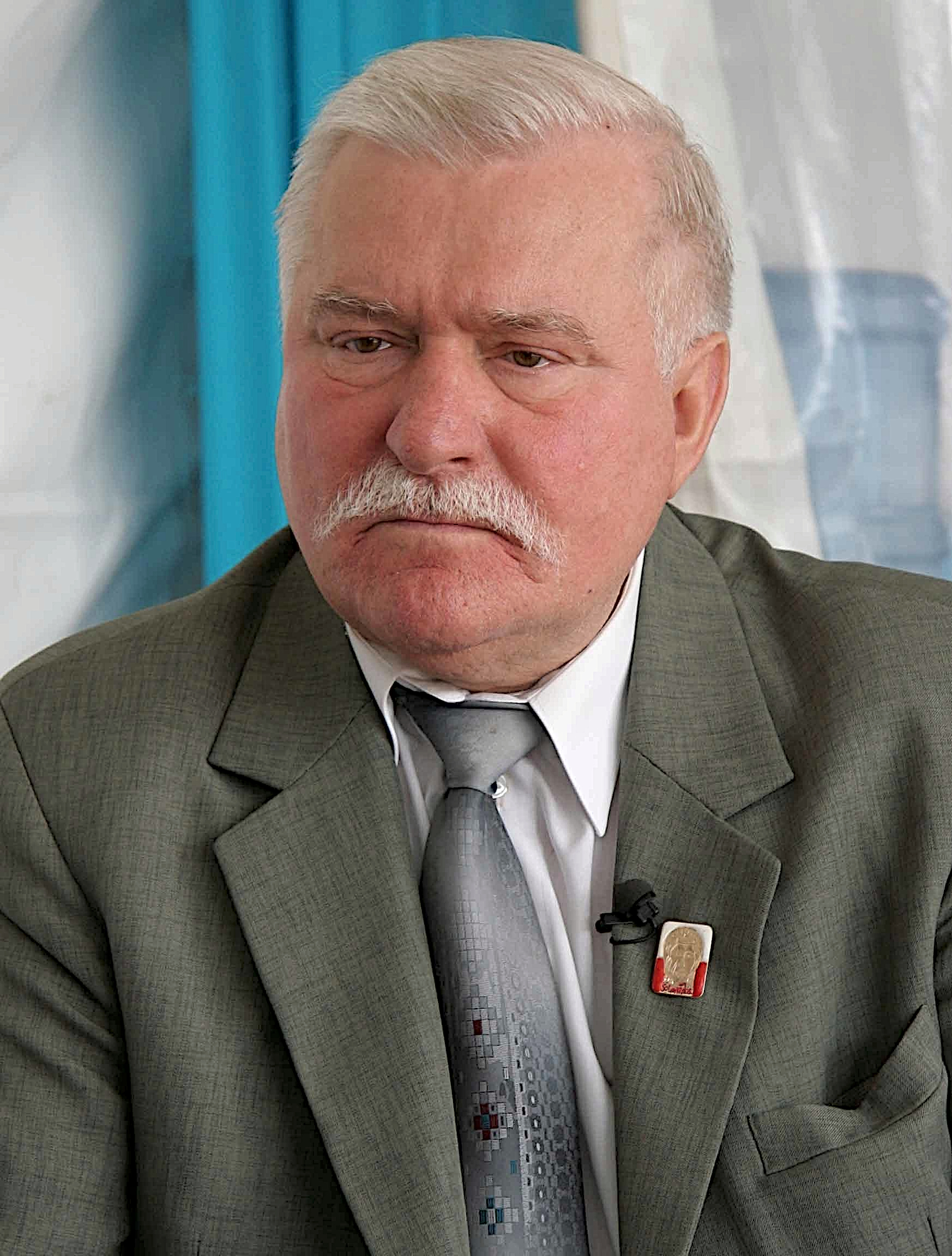
Lech Wałęsa (* 1943)

- Waleskowski, Adam (* 1982), US-amerikanisch-deutscher Basketballspieler
- Waleskowski, Keith (* 1980), US-amerikanisch-deutscher Basketballspieler
- Walesrode, Ludwig (1810–1889), deutscher Journalist und Revolutionär

### Walew
- Walewska, Maria (1786–1817), Geliebte Napoléon Bonapartes
- Walewski, Adolf (1852–1911), polnischer Schauspieler, Regisseur und Dramatiker

### Waley
- Waley Cohen, Bernard (1914–1991), britischer Politiker, Lord Mayor of London
- Waley, Arthur (1889–1966), britischer Sinologe
- Waley-Cohen, Stephen (* 1946), englischer Theaterinhaber, -manager und -produzent, Geschäftsmann und Finanzjournalist